# إيزوبروبوكسيد الألومنيوم
 إيزوبروبوكسيد الألومنيوم  هو مركب كيميائي له الصيغة C9H21O3Al ،كما يمكن كتابته على الشكل Al(O-i-Pr)3 حيث i-Pr تمثل رمز زمرة الإيزوبروبيل؛ ويوجد في الشروط القياسية على شكل بلورات عديمة اللون.

## التحضير
يحضر المركب من تفاعل كحول الإيزوبروبانول (iPrOH) مع فلز الألومنيوم أو كلوريد الألومنيوم:
{\displaystyle {\ce {2 Al + 6 iPrOH -> 2 Al(O-i-Pr)3 +3H2}}}
{\displaystyle {\ce {AlCl3 + 3 iPrOH -> Al(O-i-Pr)3 + 3 HCl}}}
يمكن استخدام كلوريد الزئبق الثنائي حفازاً للتفاعل، أو اليود؛ مع العلم أن الأسلوب الصناعي يستثني استخدام الزئبق.

## الخواص
درست بنية المركب باستخدام مطيافية الرنين المغناطيسي النووي وباستخدام الأشعة السينية، حيث وجد أن الصيغة يمكن أن تكتب على الشكل Al[(μ-O-i-Pr)2Al(O-i-Pr)2]3.

## الاستخدامات
يستخدم إيزوبروبوكسيد الألومنيوم في تفاعل اختزال ميرفاين-بوندورف-فيرلي للكيتونات والألدهيدات للحصول على الكحول الموافق:

ولكونه من الألكوكسيدات القاعدية فلذلك اقترح استخدامه على شكل حفاز في تفاعلات بلمرة فتح الحلقة لمركبات اللاكتون.